# Jacques Pelletier du Mans

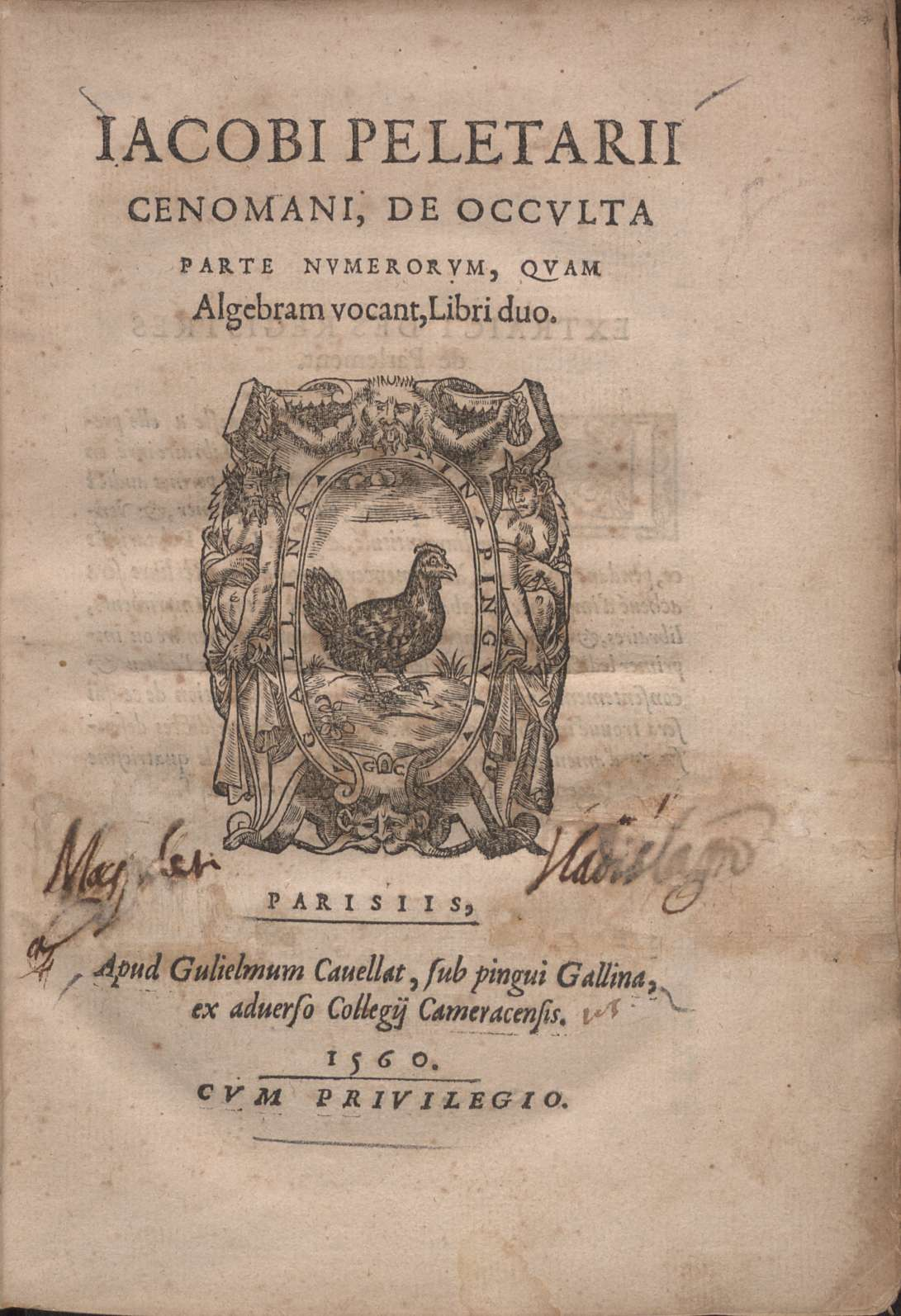
De occulta parte numerorum, quam algebram vocant, 1560

Jacques Peletier du Mans, Le Mans 1517 – Parijs 1582, was een humanist, dichter en wiskundige die leefde in de tijd van de Franse renaissance. Zijn ouders kregen vijftien kinderen. Jacques studeerde aan het Collège de Navarre in Parijs, waar zijn broer Jean professor was in de wiskunde en de filosofie. Hij studeerde daarna rechten en medicijnen, frequenteerde de literaire kring rond Margaretha van Valois en was van 1541 tot 1543 secretaris van René du Bellay. Hij publiceerde in 1541 de eerste Franse vertaling van Horatius' Ars poëtica. Intussen publiceerde hij verschillende wetenschappelijke en wiskundige verhandelingen.

## Wiskundige naamgevingsconventies
De namen voor grote getallen werden bedacht aan het einde van de 15e eeuw. Eerst werden de namen bepaald voor de getallen die eindigden op -iljoen, door onder anderen de Franse wiskundige Nicolas Chuquet. Jacques Peletier du Mans vulde ze aan met de gerelateerde namen die eindigen op -iljard voor die grote getallen die drie machten van 10 groter zijn dan de corresponderende getallen die op -iljoen eindigen. De namen van Peletier worden bijna overal ter wereld gebruikt, behalve in de Engelstalige wereld, Brazilië, Griekenland, Turkije, Rusland en Puerto Rico. De namen van Chuquet en Peletier staan bekend als de lange en korte schaal.

### Het Chuquet-Peletier systeem,lange schaal
| Basis 10 | Systematica | Chuquet          | Pelletier   | SI-voorvoegsel |
| -------- | ----------- | ---------------- | ----------- | -------------- |
| 10 0     | miljoen 0   | eenheid          | eenheid     | eenheid        |
| 10 3     | miljoen 0.5 | duizend          | duizend     | kilo           |
| 10 6     | miljoen 1   | miljoen          | miljoen     | mega           |
| 10 9     | miljoen 1.5 | duizend miljoen  | miljard     | giga           |
| 10 12    | miljoen 2   | biljoen          | biljoen     | tera           |
| 10 15    | miljoen 2.5 | duizend biljoen  | biljard     | peta           |
| 10 18    | miljoen 3   | triljoen         | triljoen    | exa            |
| 10 21    | miljoen 3.5 | duizend triljoen | triljard    | zetta          |
| 10 24    | miljoen 4   | quadriljoen      | quadriljoen | yotta          |